# Bielawy Pogorzelskie
Bielawy Pogorzelskie – wieś w Polsce położona w województwie wielkopolskim, w powiecie gostyńskim, w gminie Pogorzela.
W okresie Wielkiego Księstwa Poznańskiego (1815-1848) miejscowość wzmiankowana jako folwark Bielawy należała do wsi mniejszych w ówczesnym pruskim powiecie Krotoszyn w rejencji poznańskiej. Folwark Bielawy należał do okręgu borkowskiego tego powiatu i stanowił część majątku Pogorzela, którego właścicielem był wówczas Maksymilian Taczanowski. Według spisu urzędowego z 1837 roku wieś liczyła 11 mieszkańców, którzy zamieszkiwali dwa dymy (domostwa).
W latach 1975–1998 miejscowość administracyjnie należała do województwa leszczyńskiego.